# Academia Marianense de Letras, Ciências e Artes

Brasão da Instituição

A Academia Marianense de Letras, Ciências e Artes, também identificada pela forma simplificada Casa de Cultura de Mariana, é uma associação civil de fins estritamente culturais, educacionais, científicos, artísticos e sociais. Estabelecida em 1962, ela se constituiu como um dos principais órgãos de propagação cultural da cidade de Mariana. É formada por 40 membros efetivos.

## História
Foi fundada em 28 de outubro de 1962, por diversos intelectuais mineiros. Entre eles destaca-se o jornalista Waldemar de Moura Santos, o político Pedro Aleixo, o poeta Alphonsus de Guimaraens Filho, o historiador Salomão de Vasconcelos, o político Wilson Chaves, o religioso Dom Oscar de Oliveira, entre outros.
A primeira reunião da instituição foi chefiada por Dom Oscar de Oliveira, na época arcebispo de Mariana. No período de 1962 a 1964, Wilson Chaves foi o presidente. Posteriormente Waldemar de Moura Santos, o principal fundador da instituição, assumiu a presidência, até a data da sua morte, em 1986. Em 1986 a instituição foi presidida pelo escritor Roque Camêlo, que permaneceu no cargo até o seu falecimento, em 2017. Em 2017, a professora Hebe Rôla assumiu a presidência da instituição, sendo a primeira mulher no cargo. Deixou a função em 2023, atualmente J. B. Donadon-Leal é o presidente.
Sua sede fica localizado na rua Frei Durão, nº 84, no centro da cidade de Mariana. O imóvel, de estilo colonial, foi desapropriado em 1969, pelo governador do Estado, para abrigar a instituição. A partir desse momento, o estatuto também foi modificado. Se anteriormente se chamava Academia Marianense de Letras, ela passou a englobar "ciências e artes", em reconhecimento a outras formas de conhecimento e divulgação cultural.

## Regulamento
A Academia é formada por 40 cadeiras, cuja posse é vitalícia, e que devem ser sempre preenchidas. Com o falecimento de um dos membros efetivos, há o processo de indicação de um possível nome para ocupar a vaga, sendo avaliado o seu histórico de publicações e contribuições à produção artística e intelectual, sendo então submetido à diretoria para aprovação. Em geral, tais indicações partem dos próprios membros, mas é possível que uma sugestão seja feita por não academicos.
Além dos membros efetivos a instituição também é formada por membros honorários, escolhidos pelas suas contribuições intelectuais à Mariana e Minas Gerais, e por orgãos associados. Entre esses orgãos pode-se citar o Madrigal Mariana, Movimento Renovador de Mariana, Academia Marianense Infanto juvenil de Letras, Ciências e Artes e a Academia Marianense de Bordados.

## Contribuições

Tancredo Neves toma posse como imortal, na Academia Marianense de Letras. Ao centro, está o presidente, Waldemar de Moura Santos, o orador da sessão foi Roque Câmello.

Uma das principais contribuições da Casa de Cultura de Mariana é a criação do dia de Minas Gerais - 16 de julho. Os intelectuais do instituto reuniram uma irrefutável documentação histórica que comprovava a natividade do Estado às margens do Ribeirão do Carmo, atual Mariana, em 16 de julho de 1696. Segundo a documentação, na atual Mariana foi elegido o primeiro arraial, a primeira vila, a primeira cidade, a primeira capital e o primeiro bispado de Minas Gerais. O dia foi instituido em 19 de agosto de 1979 pela Lei 7.561.

## Membros antigos e atuais:
- Lista de membros da Academia Marianense de Letras, Ciências e Artes